# اماتنانگو دو لا فرانترا
اماتنانگو دو لا فرانترا (به اسپانیایی: Amatenango de la Frontera) یک منطقهٔ مسکونی در مکزیک است که در چیاپاس واقع شده‌است.

## خصوصیات
اماتنانگو دو لا فرانترا ۱۷۱٫۴ کیلومترمربع مساحت و ۲۶٬۰۹۴ نفر جمعیت دارد.